# Бисесвар, Диего
Диего Марвин Бисесвар (нидерл. Diego Marvin Biseswar; род. 8 марта 1988, Амстердам, Нидерланды) — суринамский и нидерландский футболист, вингер клуба ПАОК и сборной Суринама.

## Клубная карьера

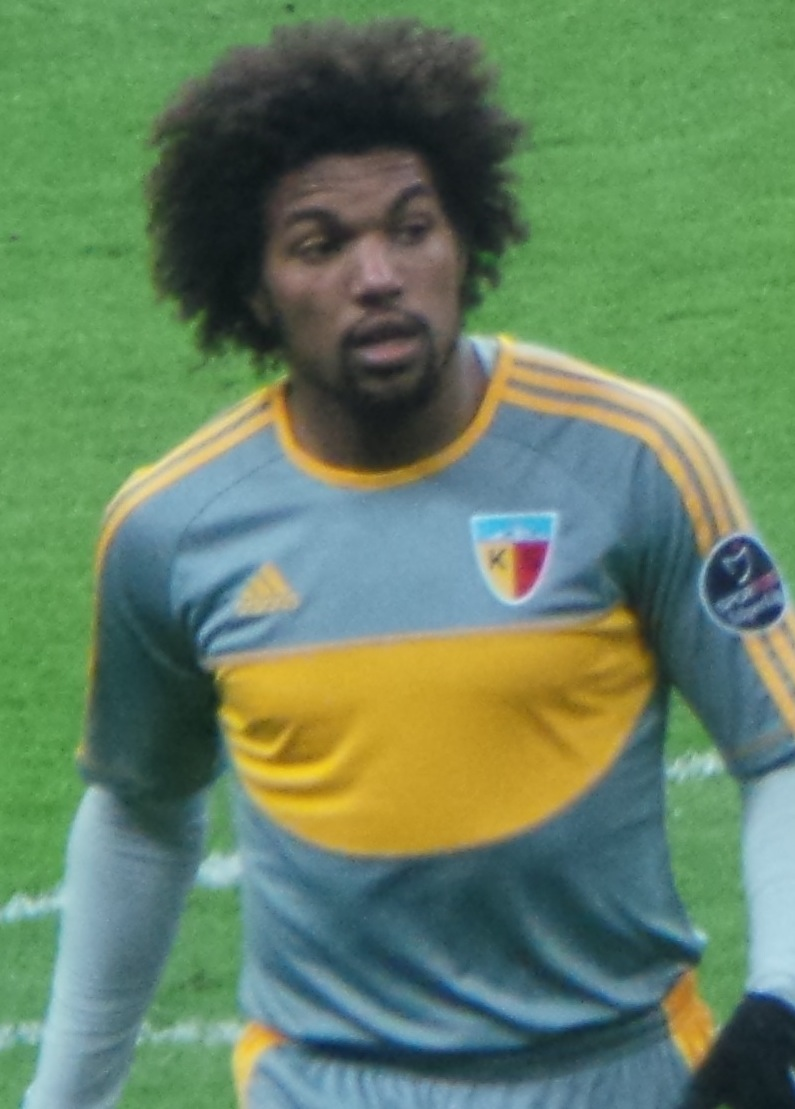
Бисесвар в составе «Кайсериспора»

Бисесвар сменил много клубов на молодёжном уровне, дольше всего пробыв в академиях столичного «Аякса» и «Фейеноорда». 22 мая 2005 года в матче против «АДО Ден Хааг» он дебютировал в Эредивизи в составе последнего. 20 ноября в поединке против «Роды» Диего забил свой первый гол за «Фейеноорд». Для получения игровой практики Бисесвар на правах аренды выступал за «Хераклес» и «Де Графсхап».
В начале 2012 года Диего перешёл в турецкий «Кайсериспор», подписав контракт на четыре с половиной года. Сумма трансфера составила 200 тыс. евро. 8 января в матче против «Антальяспора» он дебютировал в турецкой Суперлиге. 7 апреля в поединке против «Анкарагюджю» Бисесвар сделал «дубль», забив свои первые голы за «Кайсериспор». В 2014 году клуб вылетел из элиты, но Диего остался в клубе и спустя год помог команде вернуться в Суперлигу.
Летом 2016 года Бисесвар перешёл в греческий ПАОК. В матче против «Панетоликоса» он дебютировал в греческой Суперлиге. В этом же поединке Диего забил свой первый гол за ПАОК. В своём дебютном сезоне Бисесвар помог команде завоевать Кубок Греции, а через год повторил это достижение.

## Международная карьера
В 2005 году Бисесвар в составе юношеской сборной Нидерландов завоевал серебряные медали на юношеском чемпионате Европы в Италии.
За сборную Суринама Бисесвар дебютировал 27 марта 2021 года в матче квалификации чемпионата мира 2022 против сборной Арубы. Был включён в состав сборной на Золотой кубок КОНКАКАФ 2021.

## Достижения
ПАОК
- Чемпион Греции: 2018/19
- Обладатель Кубка Греции (3): 2016/17, 2017/18, 2018/19

Нидерланды (до 17)
- Серебряный призёр юношеского чемпионата Европы: 2005